# Autogiro Company of America AC-35

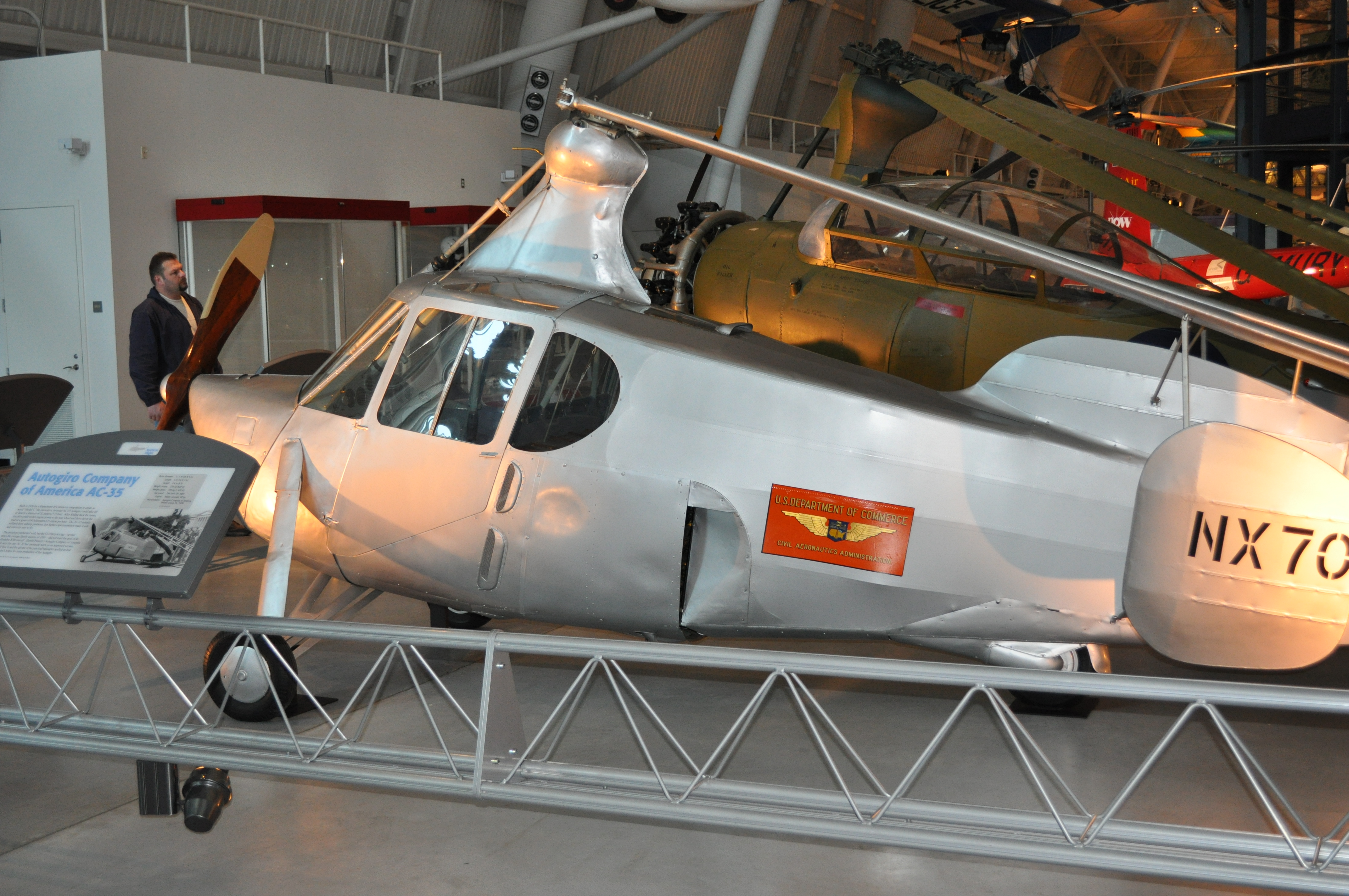
Autogiro AC-35 på National Air and Space Museum i Washington D.C.

Autogiro Company of America AC-35 var en prototyp till en kombination av luftfarkost och personbil, som utvecklades för USA:s handelsdepartement av Autogiro Company of America i USA, ett dotterbolag till Pitcairn Cierva Aircraft Company. Den kunde starta och landa på 52 meter.
Utvecklingen av AC-35 påbörjades 1935 och baserades på autogiron Pitcairn PA-22. Luftfarkosten kunde flyga i hög hastighet och kunde på marken köra i 40 kilometer/timme med rotorn hopfälld.
AC-35 hade plats för två personer bredvid varandra och hade ett litet bagageutrymme. Skrovet var en kombination av stålrör i framdelen och trä i bakdelen, båda delarna täckta av duk. Motorn var monterad i bakdelen med en propelleraxel till en frontpropeller. Fordonet hade tre hjul i samma storlek, med två framtill och ett där bak. Bakhjulet var drivande, medan styrning skedde med framhjulen. 
AC-35 premiärflögs i mars 1936. Den landade i oktober 1936 i en park i centrum av Washington, D.C., där den förvisades samt konverterades till markfordon och kördes till huvudentrén till USA:s handelsdepartement i Commerce Building, där den togs emot av ministeriet.
Prototypen testades av Autogiro Company of America på Pitcairn Field i Pennsylvania till 1942. År 1950 donerades den till Smithsonian Institution.
År 1961 licensierade Skyway Engineering Company i Carmel i Indiana AC-35 i avsikt att producera en flygplansvariant utan avsikt att också framföras på landsväg, med en 135 hästkrafters Lycoming O-290-D2Bs-motor. Ett exemplar tillverkades, men någon serieproduktion blev det inte, eftersom företaget gick i konkurs.

## Bildgalleri

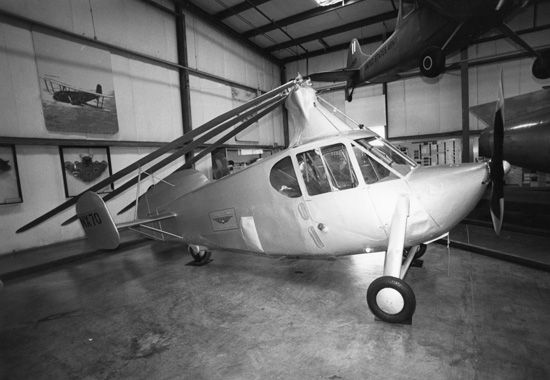
Autogiro AC-35 på National Air and Space Museum i Washington D.C.
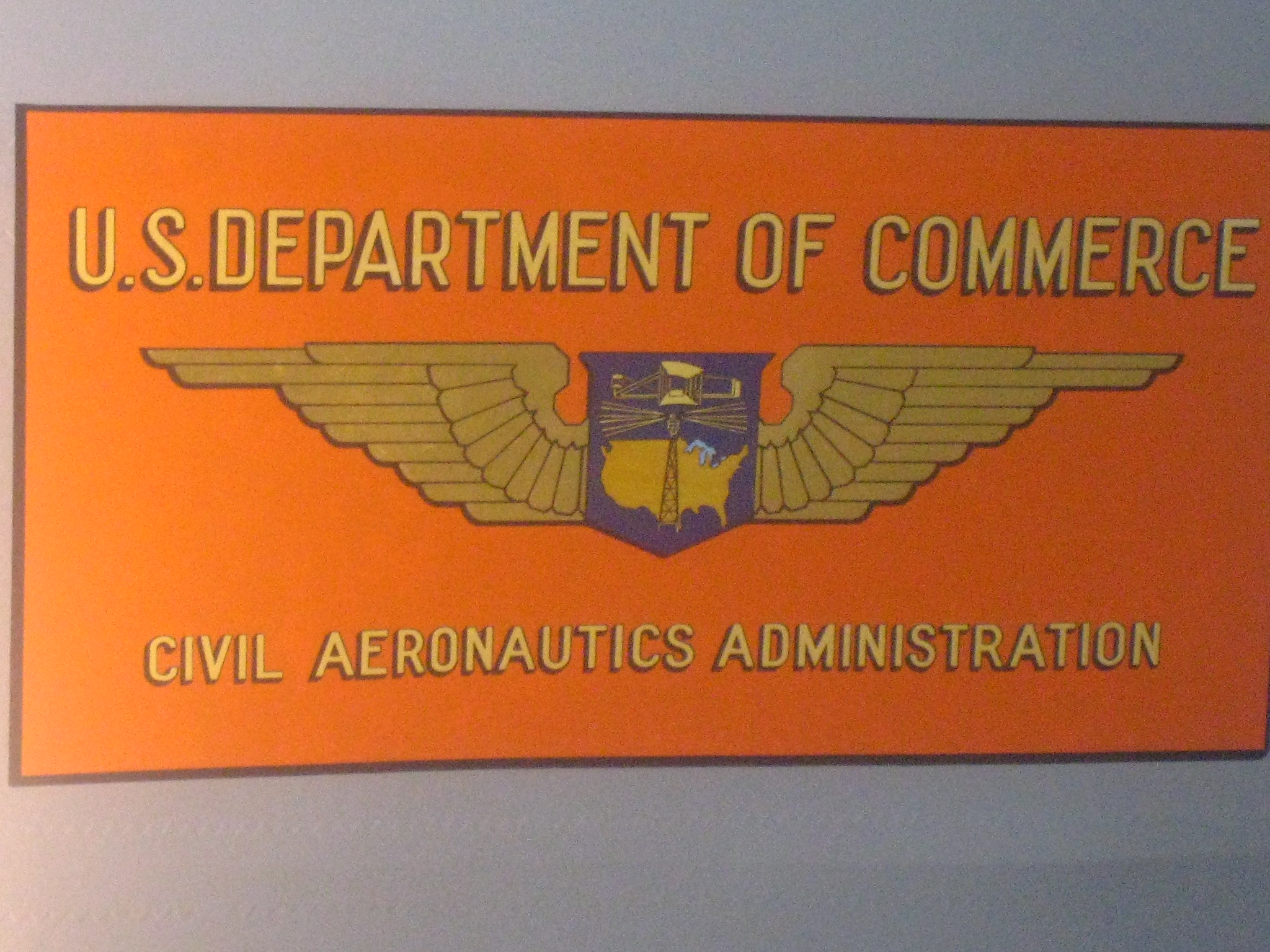
Logo på sidan av AC-35